# Genteknologi
Genteknologi er en samlet betegnelse for de molekylære teknikker, der anvendes  for at ændre en organismes arveanlæg. Populært omtales genteknologi ofte som genmanipulering, gensplejsning eller genmodificering. Teknikkerne rækker fra at inaktivere et gen, "knockout", eller indføre en lille ændring i et gen (et enkelt arveanlæg) til at overføre gener fra en organisme til en anden.  En genetisk modificeret organisme benævnes ofte "GMO" eller en transgen organisme.
Man kan sige at anvendelse af genteknologi er en mere avanceret måde at forædle på – ved traditionel forædling er man ikke i stand til at kontrollere forædlingen på molekylært plan. Ud over at genteknologi er et teknisk vanskeligt område, involverer det naturligvis også etiske aspekter, specielt hvor det drejer sig om anvendelse på mennesker og kloning af dyr. 

## Tilføjelse af fremmede gener
Med genteknologi kan man målrettet gå efter at give en organisme en ny egenskab.  Hvis nu man ønsker at der skal flere vitaminer i maden, eller at maden skal kunne holde sig længere end normalt, henter man et gen fra en organisme, der har den bestemte egenskab og sætter genet ind i den organisme man ønsker at give den nye egenskab.  Man kan i princippet flytte gener mellem alle levende organismer, mennesker, dyr, planter, alger og bakterier.

## Ændring af gener
Nye metoder bliver nu kaldt "genomisk kirurgi". Det var i 2017 blevet muligt at ændre en organismes gener på tre specifikke metoder:
- CRISPR eller clustered regularly interspaced short palindromic repeats
- Zinc-finger nucleaser[2]
- Talener eller transcription activator-like effector nucleaser

## Risici
Hvorvidt der er særlige risici forbundet med GMO er et omstridt emne. Der er ikke påvist skadelige effekter ved indtagelse af genmodificerede fødevarer som sådan, men i der er uenighed om, hvorvidt afledte effekter kan være skadelige. Sådanne effekter kunne f.eks. være, at afgrøder med resistens over for et giftstof sprøjtes mere end tilsvarende, konventionelle afgrøder. Dette kan tænkes at føre til øgede mængder giftstoffer i planterne. Her kan roundup-resistente afgrøder nævnes som et hyppigt diskuteret eksempel, selvom det bør nævnes, at giftigheden af roundup er omdiskuteret.
Foruden risici forbundet med indtagelse af fødevarer kan brugen af visse typer GMO påvirke biodiversiteten på forskellig vis. Det er veldokumenteret, at ukrudt i marker med roundup-resistente afgrøder har større tendens til at udvikle naturlig resistens for giften, sandsynligvis fordi den bruges i større mængder når afgrøderne ikke tager skade. Derudover kan krydsbestøvning med vilde planter medføre en teoretisk risiko for at egenskaber fra GMO'er spredes i naturen. For størstedelens vedkommende vil de pågældende egenskaber næppe udgøre en fordel for krysningerne, hvorfor disse må forventes at gå til pga naturlig selektion.
Et fiktivt eksempel er at give en uddød dyreart nyt liv, som f.eks. i bogen og filmen Jurassic Park, hvor der bruges DNA  fra et fossil af en myg i en ravklump, og fylder hullerne i DNA'en ud med frøers DNA.

## Eksterne links og henvisninger
1. ↑  A Powerful New Way to Edit DNA. New York Times Health
2. ↑  Zinc-Finger Consortium
3. ↑  A literature review on the safety assessment of genetically modified plants (2011), Enviromental International.
4. ↑  Case studies: A hard look at GM crops (2013), Nature.

- En meget velskrevet introduktion på dansk til det molekylære grundlag for den moderne genteknologi af Peter Rugbjerg, Biotech Academy, 2011 Arkiveret 10. december 2012 hos  Wayback Machine
- Genteknologi. Netdoktor.dk
- Genteknologi. Etik.dk
- Genteknologi og genetik. EMU.dk Arkiveret 12. december 2013 hos  Wayback Machine
- Genterapi og forbedring af mennesker.Etisk Råd Arkiveret 20. oktober 2010 hos  Wayback Machine
- Genteknologi og sygdomsbehandling. Etisk Råd Arkiveret 17. november 2014 hos  Wayback Machine
- Genteknologi fjerner giften fra farlige planter. Videnskab.dk
- Leger forskere Gud, når de skaber kunstigt liv?. Videnskab.dk
- bioteknologi. En undervisningsavis fra Politiken og Gyldendal (Webside ikke længere tilgængelig)